# I vampiri dello spazio (film)
I vampiri dello spazio (Quatermass 2) è un film del 1957 diretto da Val Guest.
È la seconda di una serie di tre pellicole di fantascienza dedicate al personaggio del professor Quatermass: la prima è L'astronave atomica del dottor Quatermass del 1955.
Il film è una trasposizione cinematografica della miniserie televisiva Quatermass II, trasmessa nel 1955 e dalla quale è stato tratto inoltre il romanzo Progetto Quatermass nel 1960. Originale televisivo, film e romanzo presentano tra di loro alcune sostanziali differenze, nel cast e nell'epilogo.

## Trama
Il professor Bernard Quatermass, direttore del programma spaziale britannico, apprende di una serie di precipitazioni di meteoriti artificiali e di un sinistro impianto militarmente sorvegliato nella campagna inglese, ufficialmente una fabbrica di cibo sintetico, tutti eventi che si rivelano strettamente connessi. Individui privati di volontà, precedentemente venuti a contatto con le pietre, che recano un organismo parassita, hanno permesso la costruzione dell'impianto. I sospetti di Quatermass si rafforzano durante una visita alla fabbrica con alcuni funzionari governativi che vengono inspiegabilmente imprigionati mentre un altro muore dopo essere stato in contatto con una sostanza velenosa che era in una cisterna.
Il professore contatta il capo della polizia John Lomax ed un giornalista, recandosi nel locale ricreativo degli operai della fabbrica. Il contatto di una ragazza con una pietra, il sequestro di lei da parte dei soldati e loro uccisione del cronista, innescano la furia degli addetti. Quatermass, impossessatosi di un'uniforme militare penetra nel cuore degli impianti dove osserva sgomento un'enorme cella dove vive in un'atmosfera di ammoniaca e metano una massa informe, certamente di origine extraterrestre. Gli operai irrompono. Molti di loro vengono uccisi dai soldati ma questo non fa che accrescerne la rabbia. Quatermass ed il leader McLeod pompano dell'ossigeno nella cupola principale minacciando la creatura che vi vive ma i soldati con uno stratagemma sequestrano l'uomo e degli altri operai. Delle urla attraverso le tubature fanno intendere che abbiano usato delle persone per ostruirle. Un operaio armato di tubo lanciagranate colpisce la cupola distruggendola. Moltissimi tra gli insorti ed i soldati sono intossicati dai gas vitali per la creatura.
Nel frattempo gli uomini di Quatermass hanno individuato un asteroide origine degli organismi e predisposto il lancio di un missile a testata nucleare. Nonostante l'irruzione dei soldati comandati dagli alieni, il razzo riesce a partire. Quatermass vede accendersi un bagliore accecante in cielo. L'asteroide è distrutto. La creatura enorme, agonizzante nell'atmosfera a lei letale, finalmente stramazza, provocando l'immediato rinsavimento delle guardie armate.

## Produzione
Il set della fabbrica è una raffineria della Shell sita alla periferia di Londra.

## Distribuzione
Il film fu trasmesso dalla RAI alla fine degli anni sessanta, privato del prologo rendendo il resoconto dello scienziato praticamente incomprensibile. La pellicola integrale fu trasmessa in alcune emittenti private italiane nel 1980.
Il film è stato distribuito in home video in DVD dalla Pulp Video. Nell'edizione destinata alla visione domestica, alcune scene vengono presentate con i dialoghi originali sottotitolati. In particolare è privo di doppiaggio tutto il prologo nel quale una coppia di giovani raccoglie una pietra caduta dal cielo che esplode tra le mani del ragazzo infettandolo con il misterioso organismo alieno. Il professor Quatermass soccorre i due ragazzi per poi recarsi nel suo laboratorio. Seguono i titoli di testa e il racconto dell'accaduto ai suoi assistenti.